# Лобсанґ Рампа
Сиріл (Кирило) Генрі Госкін, відомий під псевдонімом Вівторок Лобсанґ Рампа (нар. 8 квітня 1910 — пом. 25 січня 1981) — англійський письменник, автор відомої книги «Третє око» (англ. The Third Eye).
Він стверджував, що був ламою в Тибеті, перш ніж прожив другу частину свого життя в тілі британського чоловіка. Госкін описав себе як «хазяїн» Вівторка Лобсанга Рампа. Ім'я Вівторок, як стверджує автор «Третього ока», він отримав завдячуючи давньому тибетському звичаю називати дітей на честь того дня тижня у якому вони народились.

## Третє око
У листопаді 1956 року книга під назвою Третє око була надрукована у Великій Британії. У книзі чоловік на ім'я Вівторок Лобсанґ Рампа описує свої ранні роки життя, практичний досвід, який він отримав під час навчання в монастирі Тибету починаючи з семирічного віку. Назва книги пов′язана з операцією подібною до трепанації, яку Лобсанґу Рампі зробили через пробурення у лобі невеликого отвору, щоб відкрити йому третє око для сильнішого бачення аури і сприйняття думок людини, ясновидіння. У книзі ця операція описується так:

Раптом почувся хруск — кінчик інструменту пройшов кістку. Вмить лама-хірург припинив роботу, продовжуючи міцно тримати інструмент за ручку. Мій учитель передав йому чіпок із міцного дерева, ретельно обпалений вогнищем для надання йому стальної міцності. Цей чіпок лама-хірург втулив у щілину інструменту і почав переміщувати його, поки він не потрапив до отвору, пробуреного в лобі. Згодом він трохи відсунувся у бік, щоб Мінґ′яр Дондуп опинився поряд з моїм обличчям, і, зробивши знак, став все глибше і глибше всаджувати цей шматочок дерева в мою голову. Раптом дивне відчуття оволоділо мною: здавалось, ніби мене поштиркує і лоскоче в носі. Я почав розрізняти пахощі, досі невідомі мені. Потім пахощі зникли, і мене охопило нове відчуття, ніби легкий серпанок вкриває все моє тіло. Зненацька я був осліплений яскравим спалахом.
— Досить — наказав лама Мінґ′яр Дондуп. Мене пронизала гострий біль. Здавалося, що я палаю, охоплений білим полум'ям. Полум′я стало стихати, згасло, але напомість йому прийшли миттєві спалахи і звій. Лама-хірург обережно витягнув інструмент. У лобі залишився чіпок. З ним я повинен провести тут близько трьох тижнів, у майже абсолютній темряві. Ніхто не повинен відвідувати мене, крім трьох лам, які по черзі будуть вести зі мною розмови і давати настанови. Допоки чіпок буде в голові, мене обмежать в їжі і питті — щоб тільки не померти з голоду.
— Тепер ти наш, Лобсанґу, — сказав мій учитель, перев′язуючи голову. — До кінця свого життя ти будеш бачити людей такими, якими вони є насправді, а не такими, якими вони намагаються здаватися.
Оригінальний текст (англ.)
The instrument penetrated the bone. A very hard, clean sliver of wood had been treated by fire and herbs and was slid down so that it just entered the hole in my head. I felt a stinging, tickling sensation apparently in the bridge of my nose. It subsided and I became aware of subtle scents which I could not identify. Suddenly there was a blinding flash. For a moment the pain was intense. It diminished, died and was replaced by spirals of colour. As the projecting sliver was being bound into place so that it could not move, the Lama Mingyar Dondup turned to me and said:" You are now one of us, Lobsang. For the rest of your life you will see people as they are and not as they pretend to be."

Протягом періоду, що описує Рампа, він зустрічається із сніговою людиною, виявляє муміфіковане тіло своєї минулої інкарнації. Він бере участь у церемонії посвячення, де дізнається, що в давнину Земля зштовхнулась з іншою планетою внаслідок чого, Тибет став царством гір, яким він є досі.
Рукопис «Третього ока» відмовлялись приймати до друку декілька британських видавництв, перш ніж його погодилося надрукувати видавництво «Секер енд Уорберґ» з авансом у 800 фунтів стерлінґів. До виходу книги Фредерік Уорберґ особисто зустрічався з доктором Карлом Куоном Суо (англ. «Doctor Carl Kuon Suo»), перед тим як той змінив ім′я на Вівторок Лобсанґ Рампа, і був заінтригований його особистістю. Уорберґ відіслав рукопис експертам, які висловили сумніви щодо його справжності. Незважаючи на це книга побачила світ і стала всесвітнім бестселером. Літературний додаток до The Times охарактеризував її так: «Це майже шедевр».

## Полеміка про авторство «Третього ока»
Мандрівник і тибетолог Генріх Харрер мав заперечення з приводу походження книги і тому найняв приватного детектива з Ліверпуля на ім'я Кліффорд Бьорджес (англ. Clifford Burgess). Результати цього розслідування були надруковані в Дейлі Мейл (англ. Daily Mail) у лютому 1958. Зазначалось, що автором книги є Кайра Генрі Хоскін, 1910 року народження, з Плімптона в графстві Девон, син сантехніка Хоскін, який ніколи не був у Тибеті і не говорить тибетською. У 1948 році він легально змінив ім'я на Карл Куон Суо, перш ніж став Вівторок Лобсанґ Рампа. У некролозі Ендрю Берті, Великого магістра Мальтійського ордену, стверджувалося, що останній викрив «гімалайського шамана як сантехніка з південно-західної Англії».
Рампа був вистежений британською пресою в Хоуті (англ. Howth), Ірландія і був прикликаний до відповіді у зв'язку з цими твердженнями. Він не заперечував, що був народжений як Сирил Госкін, але при цьому заявляв, що зараз його тіло займає дух Лобсанґа Рампи. Згідно з поясненням, даними у його третій книзі «Історія Рампи», одного разу Госкін впав з ялиці у власному саду в Темз-Діттон (англ. Thames Ditton), графство Суррей, намагаючись сфотографувати сову. Він втратив свідомість, а коли прокинувся, то побачив буддистського монаха в шафрановій мантії, що йде назустріч. Монах обговорив з ним можливість зайняти Рампою його тіла, на що Госкін охоче погодився, бо був не задоволений своїм поточним життям.
Коли тіло Рампи прийшло в непридатність, він переселився в тіло британця. Як говориться у передмові до книги «Мій візит на Венеру» (і не раз згадано в інших книгах Рампи), остаточно заміна духу в тілі англійця на дух Рампи відбулася 13 червня 1949 року.
Підготовка ж до цієї події (джерело — те саме) почалася ще у другій половині 1947 р., за допомогою телепатії, якою Рампа також володів. Крім того, до переселення Духа Рампи в нове тіло англієць, господар тіла, поміняв ім'я спочатку на ім'я Дід Полл (лютий 1948 р), потім кілька разів змінював адресу проживання і порвав усі зв'язки зі старими друзями та близькими.
Таким чином, вселення Духа Рампи у нове тіло готувалося довго і відбувалося у кілька етапів.
Як писав Рампа (джерело — те саме, передмова до книги «Мій візит на Венеру», а також «Історія Рампи») — необхідність такої заміни була продиктована виконанням особливої місії.
Це — перехід Духа у нове тіло (за умови, що старий Дух покине це тіло). І написання книги про цей процес. Книгу лами-телепати, які контролювали процес з Тибету, назвали «справою всього життя» Рампи.
Оскільки він готувався до своєї місії з дитинства, навчаючись у Тибеті, і повинен був зробити це неодмінно в Англії — він це і зробив.
Протягом всього життя Рампа продовжував стверджувати, що події, описані в «Третьому оці», правдиві і в багатьох своїх книгах він писав:
Я Тьюздей (Вівторок) Лобсанґ Рампа. Це моє єдине ім'я, тепер це моє легальне ім'я, і я не відгукуюся ні на які інші.
Оригінальний текст (англ.)
I am Tuesday Lobsang Rampa, that is my only name, now my legal name, and I answer to no other.

## Пізнє життя
Лобсанґ Рампа написав ще вісімнадцять книг, що складаються з суміші релігії і окультизму. Одна з книг, «Життя з ламою», за твердженням автора, була продиктована його сіамською кішкою, Місіс Фіфі Сероуской англ. Mrs. Fifi Greywhiskers. Зіткнувшись з подальшими нападками британської преси, що звинувачувала його в шарлатанстві і шахрайстві, Рампа переїхав жити до Канади у 1960-х роках. Він, його дружина Сан Ра'аб Рампа і прийомна дочка Шила Роуз, яка також була його секретарем, стали канадськими громадянами у 1973 році.
Лобсанг Рампа помер у Калґарі 25 січня 1981.

## Біографія персонажу
Персонаж книги Третє око (книга), доктор Вівторок Лобсанґ Рампа, народився у Тибеті на початку XX століття, у сім'ї високопоставленого чиновника, князя. У період першої окупації Тибету китайцями (1910—1913) батько Рампи (за книгою) керував Тибетом замість правителя країни Далай-лами XIII, який був змушений деякий час переховуватися за межами Тибету. Мати Рампи також походила з однієї з десяти найбільш знатних і багатих родин Тибету.

## Літературні твори
- Третє око / The Third Eye (1956)
  - Рампа Лобсанг Т. Третий глаз (Автобиография тибетского ламы). — К. : София, 1994. — 310 с. — ISBN 5-7101-0044-7
- Мої відвідини Венери / My Visit to Venus [Архівовано 18 травня 2014 у Wayback Machine.] (1957)
- Лікар із Лхаси / Doctor from Lhasa (1959)
  - Рампа Лобсанг Т. Доктор из Лхасы — К. : София, 1994. — 314 с. — ISBN 5-7101-0037-4
  - Рампа Лобсанг Т. Доктор из Лхасы; пер. с англ. А. Мищенко. — К. : София, 1997. — 176 с. — ISBN 5-220-00080-2
  - Рампа Лобсанг Т.  Доктор из Лхасы; пер. с англ. А. Мищенко. — К. : София, 1997. — 176 с. — ISBN 5-220-00080-2
- Історія Рампи / The Rampa Story (1960)
- Печери давніх / Cave of the Ancients (1963)
  - Рампа Лобсанг Т. Пещеры древних (Духовное путешествие продолжается). — К. : София, 1994. — 313 с. — ISBN 5-7101-00-42-0
- Життя з ламой / Living with the Lama (1964)
  - Рампа Лобсанг Т. Жизнь с ламой; пер. В. Ижакевич [и др.]. — К. : София, 1995. — 285 с. — ISBN 5-7101-0046-3
- Ти вічний / You Forever (1965)
  - Рампа Лобсанг Т. Ты вечен: пер. с англ. — К. : София, 1995. — 319 с. — ISBN 5-7101-0008-0
- Мудрість давніх / Wisdom of the Ancients (1965)
  - Рампа Лобсанг Т. Мудрость древних; пер. С. Мищенко. — К. : София, 1994. — 317 с. — ISBN 5-7101-0038-2
  - Рампа Лобсанг Т. Мудрость древних: словарь; пер. с англ. А. Мищенко [и др.]. — К. : София, 1997. — 174 с. — ISBN 5-220-00089-6
- Шафранова мантія / The Saffron Robe (1966)
- Розділи життя / Chapters of Life (1967)
  - Рампа Лобсанг Т. Главы жизни — К. : София, 1995. — 320 с. — ISBN 5-7101-0052-8
- За межами 1/10 /Beyond The Tenth (1969)
- Запалити вогонь / Feeding the Flame (1971)
- Відлюдник / The Hermit (1971)
  - Рампа Лобсанг Т. Отшельник; пер. Н. Г. Шпет, И. Гаврилюк. — К. : София, Ltd, 1995. — 288 с. — ISBN 5-7101-0084-6
- Тринадцята свічка / The Thirteenth Candle (1972)
  - Рампа Лобсанг Т. Тринадцатая свеча. Мой визит на Венеру; пер. с англ. Т. Титова [и др.]. — К. : София, 1997. — 188 с.: рис. — ISBN 5-220-00086-1
- Полум′я свічка / Candlelight (1973)
  - Рампа Лобсанг Т. Огонь свечи; пер. И. Алексеев. — К. : София, 1996. — 256 с. — ISBN 5-7101-0112-6
- Сутінки / Twilight (1975)
  - Рампа Лобсанг Т. Сумерки; пер. В. Локай. — К. : София, 1996. — 256 с. — ISBN 5-7101-0112-6
- Як це було / As It Was! (1976)
- Я вірю /I Believe (1976)
- Три життя / Three Lives (1977)
- Тібецький мудрець / Tibetan Sage (1980)